# Vĩnh Phú, Giang Thành
Vĩnh Phú là một xã thuộc huyện Giang Thành, tỉnh Kiên Giang, Việt Nam.

## Địa lý
Xã Vĩnh Phú có vị trí địa lý:
- Phía đông giáp huyện Hòn Đất và tỉnh An Giang
- Phía tây giáp xã Vĩnh Điều
- Phía nam giáp huyện Kiên Lương
- Phía bắc giáp Campuchia.

Xã Vĩnh Phú có diện tích 128,82 km², dân số năm 2020 là 7.263 người, mật độ dân số đạt 56 người/km².

## Hành chính
Xã Vĩnh Phú được chia thành 5 ấp: Đồng Cơ, Mẹt Lung, Mới, T4, T5.

## Lịch sử
Ngày 7 tháng 2 năm 2005, Chính phủ ban hành Nghị định 15/2005/NĐ-CP về việc thành lập xã Vĩnh Phú thuộc huyện Kiên Lương trên cơ sở 12.366,07 ha diện tích tự nhiên và 7.426 nhân khẩu của xã Vĩnh Điều.
Ngày 29 tháng 6 năm 2009, Chính phủ ban hành Nghị quyết số 29/NQ-CP về việc chuyển xã Vĩnh Phú thuộc huyện Kiên Lương về huyện Giang Thành mới thành lập quản lý.

## Lâm trường 422
Lâm trường 422 là khu vực rừng phòng hộ và sản xuất với diện tích 2.786 ha, trong đó rừng phòng hộ 2.297 ha và rừng sản xuất 311 ha.